# Miina Sillanpää

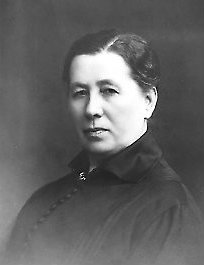
Miina Sillanpää

Miina Sillanpää (* 4. Juni 1866 in Jokioinen; † 3. April 1952 in Helsinki) war eine finnische Politikerin.
Die Tochter einer Kleinbauernfamilie arbeitete bereits ab ihrem 12. Lebensjahr in einer Baumwollspinnerei, bevor sie mit 18 Jahren eine Stellung als Dienstmädchen erhielt. Sie engagierte sich in der Finnischen Sozialdemokratischen Partei und gehörte 1907 zu den 19 Frauen, die in das erste finnische Parlament nach der Abschaffung des Ständereichstages einzogen. Dem Parlament gehörte sie bis 1947 an. 1926 war sie unter dem Ministerpräsidenten Väinö Tanner für ein Jahr die zweite Ministerin für soziale Angelegenheiten und stellte damit die erste weibliche Kabinettministerin in Finnland dar.
Sillanpää hatte während ihrer politischen Karriere verschiedene Funktionen inne. So saß sie der sozialdemokratischen Frauenvereinigung vor, gehörte dem Parteivorstand an und war im Kommunalparlament von Helsinki Stadtverordnete. Sie galt als Brückenbauerin. Es gelang ihr, Parteien mit gegensätzlichen Standpunkten zusammenzubringen. Bereits während des Bürgerkrieges setzte sie sich u. a. für Waisenkinder ein. Später trug sie aktiv dazu bei, soziale Themen wie bessere Arbeitsbedingungen für Hausangestellte und andere Arbeiter sowie Unterkünfte für Waisen und unverheiratete Mütter voranzutreiben. Für die ehemalige finnische Präsidentin Tarja Halonen gilt Sillanpää als eine der Mütter des finnischen Wohlfahrtsstaates.